# Тылаёль (приток Кылтовки)
Тылаёль (устар. Тыла-Ёль (Тыла, Талавель)) — река в России, протекает по Республике Коми. Устье реки находится в 8 км по левому берегу реки Кылтовка. Длина реки составляет 15 км.

## Данные водного реестра
По данным государственного водного реестра России относится к Двинско-Печорскому бассейновому округу, водохозяйственный участок реки — Вычегда от города Сыктывкар и до устья, речной подбассейн реки — Вычегда. Речной бассейн реки — Северная Двина.
Код объекта в государственном водном реестре — 03020200212103000022729.